# John T. Dillon
John T. Dillon (Deal, Nueva Jersey, 19 de junio de 1876 – Los Ángeles, California, 29 de diciembre de 1937) fue un actor estadounidense activo en la época del cine mudo. Era hermano de Edward Dillon, que también era actor. 
John T. Dillon actuó en 136 películas desde 1908 hasta 1936.
Falleció por neumonía en 1937.

## Selección de su filmografía
- In the Border States (1910)
- What the Daisy Said (1910)
- A Flash of Light (1910)
- The House with Closed Shutters (1910)
- His Trust Fulfilled (1911)
- What Shall We Do with Our Old? (1911)
- The Primal Call (1911)
- The Indian Brothers (1911)
- Out from the Shadow (1911)
- The Transformation of Mike (1912)
- Blind Love (1912)
- The Musketeers of Pig Alley (1912)
- Gold and Glitter (1912)
- My Baby (1912)
- The Informer (1912)
- Brutality (1912)
- My Hero (1912)
- The New York Hat (1912)
- The Burglar's Dilemma (1912)
- A Cry for Help (1912)
- The God Within (1912)
- Three Friends (1913)
- The Telephone Girl and the Lady (1913)
- A Misappropriated Turkey (1913)
- Oil and Water (1913)
- A Chance Deception (1913)
- Love in an Apartment Hotel (1913)
- The Sheriff's Baby (1913)
- The Hero of Little Italy (1913)
- The Wanderer (1913)
- The Tenderfoot's Money (1913)
- Olaf-An Atom (1913)
- A Dangerous Foe (1913)
- Red Hicks Defies the World (1913)
- The Switch Tower (1913)
- The Mothering Heart (1913)
- In Diplomatic Circles (1913)
- The Enemy's Baby (1913)
- A Gambler's Honor (1913)
- The Mirror (1913)
- The Vengeance of Galora (1913)
- Under the Shadow of the Law (1913)
- I Was Meant for You (1913)
- A Woman in the Ultimate (1913)
- A Modest Hero (1913)
- Brute Force (1914)
- The New Janitor (1914)
- The Tear That Burned (1914)
- The Lost Bridegroom (1916)
- A Rich Man's Plaything (1917)
- Midnight Molly (1925)